# Deanston
Deanston est une distillerie de whisky située à Doune dans le Stirling dans les highlands écossais.

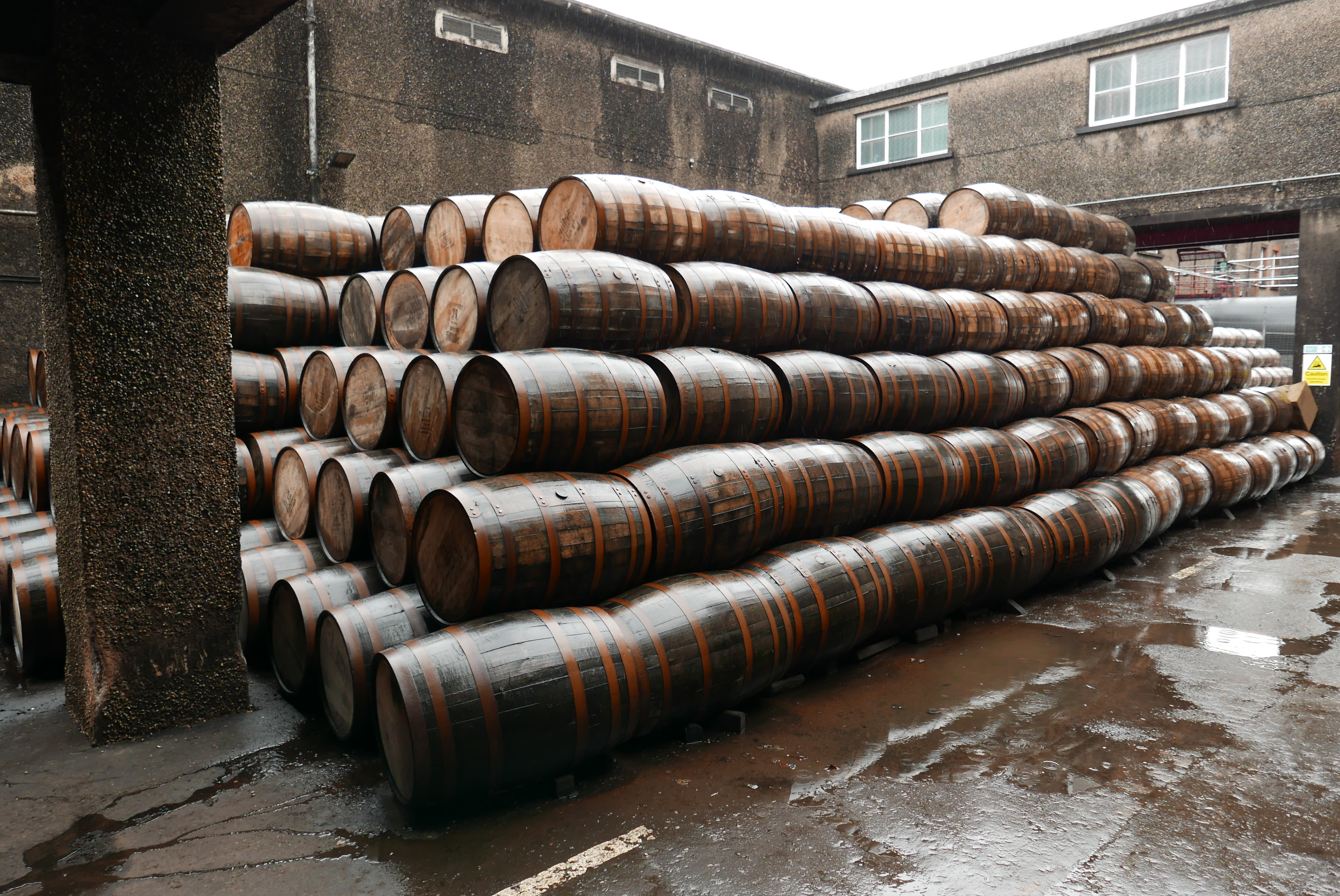

## Histoire
Deanston a été fondée en 1965 par l'entreprise Deanston Distillery Co. Ltd.. Elle est installée dans une ancienne usine de tissage de coton construite en 1785 par l’architecte Richard Arkwright. La production de whisky commence dès l’année suivante et le premier scotch whisky est commercialisé en 1971. Il est vendu sous le nom d’Old Bannockburn. En 1972 Deanston est rachetée par Invergordon. Le premier whisky avec le nom de Deanston est commercialisé en 1974.
En 1982, la distillerie est fermée.
Burn Stewart Distillers, une entreprise de Glasgow la rachète en 1990 pour la somme de 2.1 millions de livres sterling et en 1991 reprend la production.

## Production
Deanston tire son eau de la rivière Teith qui coule à proximité de la distillerie. Une retenue d’eau équipée d’une petite centrale électrique permet à Deanston de s’autoalimenter en électricité.
Le malt provient de brasseries anglaises et européennes. La distillerie possède un mashtun de 10.5 tonnes et huit cuves de fermentation de 60000 litres. La distillation se fait au moyen de deux wash stills de 10000 litres et deux spirit stills de 8500 litres chauffés à la vapeur.
Environ 15 % de la production de Deanston est écoulée sous la forme de single malt whisky. Les marchés principaux sont les États-Unis, la France, les Pays-Bas et le Japon. Le reste de la production est réservé aux blends, liqueurs de whisky et crèmes de whisky.
Embouteillage officiel
- Deanston 12 ans
- Deanston 17 ans
- Deanston 1967 35 ans mis sur le marché en 2003

Embouteillage indépendant